# María Cecilia Rodríguez
María Cecilia Rodríguez (12 de septiembre de 1967) es una politóloga y política argentina. Ocupó el cargo de Ministra de Seguridad de su país desde su designación por Cristina Fernández de Kirchner el 2 de diciembre de 2013 hasta el final del mandato de Cristina Fernández en diciembre de 2015. Desde el 1° de octubre de 2021 hasta el 10 de diciembre de 2023, ocupó el cargo de Subdirectora General de Recursos Humanos de la Administración Federal de Ingresos Públicos (AFIP). 

## Carrera

### Formación y trayectoria profesional
Egresó de la Universidad del Salvador como Licenciada en Ciencias Políticas en 1990. Tiempo después se dedicó a la docencia en colegios secundarios, en universidades y en la Escuela Superior de Oficiales de Gendarmería Nacional.
Paralelamente a su actividad docente, en la década de 1990 se desempeñó en diversos cargos dentro del Ministerio de Desarrollo Social, en donde llegó a ser Oficial de Proyectos de la Unidad Operativa de la Comisión Cascos Blancos, en la Secretaría de Asistencia Humanitaria Internacional, donde desarrolló proyectos de asistencia humanitaria junto a la Organización de las Naciones Unidas (ONU) y la Organización de Estados Americanos (OEA). Cesó a fines de esa década su actividad en el ámbito gubernamental argentino para desempeñarse en organizaciones humanitarias en el exterior, en El Salvador, Kosovo y Panamá.
Retornó al Ministerio de Desarrollo Social en 2006 como especialista en emergencias, alcanzando el cargo de Coordinadora Técnica de Asistencia Social Directa en la Subsecretaría de Abordaje Territorial en febrero de 2010; abandonó el cargo al mes siguiente para asumir como Directora Nacional de Asistencia Crítica en la misma subsecretaría. Permaneció en aquel cargo hasta el 2012, cuando fue designada Subsecretaria de Participación Ciudadana del Ministerio de Seguridad, en el cual colaboró con Sergio Berni. En 2013 fue designada secretaria de Coordinación Militar de Asistencia en Emergencias.

### Ministra de Seguridad (2013-2015)
El 2 de diciembre de 2013 se anunció que reemplazaría a Arturo Puricelli como Ministra de Seguridad. Esto se dio en el marco de los cambios de gabinete efectuados por Cristina Fernández de Kirchner.
Durante su gestión lanzó el Operativo Vigía, mediante el cual se agregaron a los dispositivos de seguridad ya existentes 630 agentes suplementarios de la Gendarmería Nacional Argentina y 140 de Policía de Seguridad Aeroportuaria, escáneres de rayos X, perros detectores de drogas, domos y cámaras fijas de alta definición.
Finalizó su período como ministra en diciembre de 2015 siendo sucedida por Patricia Bullrich en la gestión de Mauricio Macri.

### Actividad posterior
El 24 de mayo de 2018 el intendente municipal de Avellaneda, Jorge Ferraresi anunció que Cecilia Rodríguez sería la nueva Secretaria de Seguridad, asumiendo en dicho cargo el 4 de junio.
Luego de las elecciones generales de octubre de 2019 y consecutivo cambio de gobierno, regresó al Ministerio de Seguridad desempeñando el cargo de Jefa de Gabinete, esta vez bajo las órdenes de su actual ministra Sabina Frederic.
Desde el 1° de octubre de 2021, se encuentra ocupando el cargo de Subdirectora General de Recursos Humanos de la Administración Federal de Ingresos Públicos.